# ژاک دیوی
ژاک دیوی (انگلیسی: Jacques Davy; ۳۰ نوامبر ۱۸۸۲ – ۱۲ اکتبر ۱۹۴۴) بازیکن فوتبال اهل فرانسه بود.
از باشگاه‌هایی که در آن بازی کرده‌است می‌توان به اشاره کرد.
وی همچنین در تیم ملی فوتبال فرانسه بازی کرده‌است.